# Heinrich II. (Plauen)
Heinrich der Böhme (* vor 1275; † 1302) war der älteste Sohn Heinrichs I., Vogt von Plauen, und seiner Gemahlin, einer geborenen Gräfin von Everstein.

## Leben
Heinrich II. wurde 1275 erstmals urkundlich erwähnt. 1289 wurde Heinrich zum Ritter geschlagen. In den Auseinandersetzungen zwischen König Adolf von Nassau und den Wettinern nahm er mit seinem Vater an der Seite des Königs teil und hielt sich am 15. Dezember 1294 im königlichen Lager von Borna auf, als Pfalzgraf Rudolf bei Rhein alle Vogtlinien mit seinem Banner belegte. Im Jahr 1296 wurde Heinrich der Böhme gemeinsam mit dem Burggrafen Albert von Leisnig als Verwalter der Feste Freyburg an der Unstrut, die der König an den Bischof von Naumburg verpfändet hatte, eingesetzt.
1301 wurde Heinrich von König Albrecht von Habsburg zum Hauptmann von Eger ernannt. Letztmals wurde Heinrich gemeinsam mit seinem Vater und seinem Sohn in einer Urkunde vom 23. April 1302 erwähnt. Kurz danach muss Heinrich der Böhme verstorben sein; denn in der Urkunde vom 24. August 1302, in der dem Kloster Cronschwitz der Kauf von Gütern im Dorf Daßlitz nördlich von Greiz bestätigt wird, urkundeten nur noch sein Vater Heinrich I., Vogt von Plauen, und sein Sohn Heinrich III., genannt von Seeberg, sowie sein Neffe Heinrich II. Reuß.
Seinen Beinamen erhielt er wohl wegen seiner Gemahlin Catharina von Riesenburg, von der nur das Todesdatum 2. Dezember 1333 bekannt ist.